# Episodi di Panico (seconda stagione)
La seconda stagione della serie televisiva Panico è andata in onda negli Stati Uniti dal 6 aprile 1958 al 7 settembre 1958 sulla NBC.
| nº | Titolo originale            | Prima TV USA     | Titolo italiano | Prima TV Italia |
| -- | --------------------------- | ---------------- | --------------- | --------------- |
| 1  | Emergency                   | 6 aprile 1958    |                 |                 |
| 2  | Hear No Evil                | 13 aprile 1958   |                 |                 |
| 3  | Fire Lookout Post           | 20 aprile 1958   |                 |                 |
| 4  | Ashley and Son              | 27 aprile 1958   |                 |                 |
| 5  | Stranded                    | 4 maggio 1958    |                 |                 |
| 6  | Patrol                      | 11 maggio 1958   |                 |                 |
| 7  | Survivors                   | 18 maggio 1958   |                 |                 |
| 8  | The Amnesiac                | 25 maggio 1958   |                 |                 |
| 9  | Double Identity             | 1º giugno 1958   |                 |                 |
| 10 | Flight                      | 8 giugno 1958    |                 |                 |
| 11 | Parole                      | 15 giugno 1958   |                 |                 |
| 12 | Fingerprints                | 22 giugno 1958   |                 |                 |
| 13 | Twenty-Six Hours to Sunrise | 7 settembre 1958 |                 |                 |

## Emergency
- Prima televisiva: 6 aprile 1958

### Trama
- Guest star: Elisha Cook Jr. (Charles Pulaski), Virginia Gregg (Supervisor), Paul Harber (Intern), Louise Lewis (cameriera), John Phillips (dottore), Kay Stewart (infermiera), Jimmy Wallington (annunciatore radio), Peggy Webber (Fran Pulaski)

## Hear No Evil
- Prima televisiva: 13 aprile 1958

### Trama
- Guest star: Whitney Blake (Alice Stuart), Fletcher Markle (Bart Colby), Mercedes McCambridge (Helen Colby)

## Fire Lookout Post
- Prima televisiva: 20 aprile 1958

### Trama
- Guest star: Ann Rutherford (Valerie Simmons), Strother Martin (Hank Judson), Robert Anderson (Ranger Tom Marshall), Wheaton Chambers (Camper Grandfather), Gerry Cohen (Timmy)

## Ashley and Son
- Prima televisiva: 27 aprile 1958

### Trama
- Guest star: Everett Sloane

## Stranded
- Prima televisiva: 4 maggio 1958

### Trama
- Guest star: Larry J. Blake (Motorist), Walter Coy (Tom Ross), Clark Howat (vice sceriffo), Marsha Hunt (Carolyn Ross)

## Patrol
- Prima televisiva: 11 maggio 1958

### Trama
- Guest star: Chris Alcaide (Joe), Richard Bakalyan (Carl), Richard Bull, Mark Damon (Dave), Harry Dean Stanton

## Survivors
- Prima televisiva: 18 maggio 1958

### Trama
- Guest star: David Bair (Billy Wells), Bruce Bennett (Gil Nolan), Rex Dante (Philip Nordyke), Robert Fuller (Miller), Len Lesser (John Bates), James Maloney (Scotty), Maura Murphy (Mrs. Nordyke)

## The Amnesiac
- Prima televisiva: 25 maggio 1958

### Trama
- Guest star: Leon Ames (Harry Hall), Dorothy Green (Emily Thomas), Everett Sloane (dottore), Rick Vallin (uomo)

## Double Identity
- Prima televisiva: 1º giugno 1958

### Trama
- Guest star: Ronnie Burns, Robert Vaughn

## Flight
- Prima televisiva: 8 giugno 1958

### Trama
- Guest star: Alan Dexter (sergente Galento), Dick Dial (Paratrooper), Richard Jaeckel (tenente Wilson), Richard Saxe (se stesso)

## Parole
- Prima televisiva: 15 giugno 1958

### Trama
- Guest star: Whit Bissell (Lead), Ted de Corsia (Warren)

## Fingerprints
- Prima televisiva: 22 giugno 1958

### Trama
- Guest star: Lola Albright (Karen Adams), Norman Alden, Peter Bourne, Lilyan Chauvin, Thomas Browne Henry (Henry), Brian Kelly (Randy Burke), James Maloney, Otto Reichow, Paul Stewart (Stephen Chase), John Wengraf (Consul)

## Twenty-Six Hours to Sunrise
- Prima televisiva: 7 settembre 1958

### Trama
- Guest star: Steve Brodie (Arty Hoyt), Peter Hansen (Sam Travis), Reed Howes, Pierce Lyden, Bek Nelson, Clint Sharp, Michael Winkelman (ragazzo)